# Jon Bing
Jon Bing, född 30 april 1944 i Tønsberg i Vestfold, död 14 januari 2014, var en norsk science fiction-författare och professor i rättsinformatik vid Oslo universitet.
Tillsammans med Tor Åge Bringsværd och några andra studenter vid universitetet i Oslo startade Jon Bing föreningen Aniara, en klubb för science fiction-intresserade som ofta var aktuell i media med science fiction-relaterade utspel. Bing har gett ut flera böcker, både skönlitteratur och facklitteratur. Han debuterade 1967 tillsammans med Bringsværd med novellsamlingen Rundt solen i ring, men skrev många böcker ensam, ofta med god hjälp från kompisen Bringsværd.
Jon Bing engagerade sig inom många olika områden. Han förekom vid jubileet för den första datorn i Norge, han har tyckt till om upphovsrätten för digitala medier och förekom ofta på den årliga science fiction-festivalen ShadowCon i Oslo. Han uttalade sig ofta i media om etik när det gäller teknik, upphovsrätt och framtiden i stort. Bing tillhörde den äldre generationen datanördar.
Litterärt hade Bing en lugn, nästan drömmande stil. Han skrev om människor som står utanför det vanliga samhället, men som ändå klarar det omöjliga. I novellen "Riestopher Josef" från Rundt solen i ring skrev han om en pojke som inte kan gå utanför huset på grund av en hudsjukdom. Novellen handlar om att Riestopher bygger sig ett rymdskepp och drar till solen för att fånga en solstråle.
Bing finns mycket sparsamt översatt till svenska: förutom två noveller som trycktes i Jules Verne-Magasinet under sent 1970-tal finns endast två av hans barn- och ungdomsböcker i svensk översättning. 
Bing sålde 2008 domännamnet bing.no till Microsoft för en okänd summa pengar.

## Priser och utmärkelser
- Kultur- och kyrkodepartementets priser för barn- och ungdomslitteratur 1975 för Azur – kapteinens planet
- Rivertonpriset 1978 för tv-serien Blindpassasjer
- Skolbibliotekarieföreningens litteraturpris 1985
- Bragepriset (hederspris) 2001